# 迪馮·懷特
迪馮·馬基斯·懷特（英語：Devon Markes Whyte，1962年12月29日—），綽號「Devo」，為前美國職棒大聯盟的中外野手。他生涯曾效力於天使、藍鳥、馬林魚、響尾蛇、道奇與釀酒人等隊。他目前在藍鳥3A擔任一壘指導教練。

## 職業生涯

### 加州天使
1981年美國職棒大聯盟選秀，懷特在第6輪被天使選中。1985年9月，懷特透過擴編登上大聯盟，不過他一直到1987年才正式站穩球隊輪值。該年他敲出24轟與32次盜壘成功，成功在明星賽就達成15轟與15盜。1988年，懷特僅在個人第二個完整球季就拿下金手套獎。
1989年9月9日，懷特成為少數上一壘後，連續盜壘成功三次並得分的球員。

### 多倫多藍鳥
1990年12月2日，天使將懷特、Willie Fraser和Marcus Moore交易到藍鳥，換來Junior Félix、Luis Sojo。
他在藍鳥期間，拿下5次金手套獎，並在1992年和1993年幫助球隊完成世界大賽二連霸。他在例行賽的打擊率為2成70，不過到了季後賽，他的打擊率卻高達3成36。

### 佛羅里達馬林魚
1995年球季結束後，懷特加盟馬林魚。他在1997年拿下個人第三座世界大賽冠軍，不過他在世界大賽的打擊率僅有2成15。

### 生涯後期
後來懷特先後加盟響尾蛇、道奇與釀酒人等隊伍，並在2002年宣布退休。2000年4月11日，他成為歷史上第一位甲骨文球場敲出安打上壘的球員。

## 生涯打擊成績
| 出賽次數 | 打席 | 打數 | 得分 | 安打 | 二安 | 三安 | 全壘打 | 打點 | 盜壘 | 保送 | 三振 | 打擊率 | 上壘率 | 長打率 | OPS  |
| -------- | ---- | ---- | ---- | ---- | ---- | ---- | ------ | ---- | ---- | ---- | ---- | ------ | ------ | ------ | ---- |
| 1941     | 8080 | 7344 | 1125 | 1934 | 378  | 71   | 208    | 846  | 346  | 541  | 1526 | .263   | .319   | .419   | .739 |

## 教練生涯
2017年1月，懷特擔任藍鳥3A球隊水牛城野牛的打擊教練。2022年7月，他曾短暫頂替藍鳥的一壘指導教練一職。

## 個人生活
懷特有個表弟名叫Jayden Hylton，也是一名棒球員。

## 外部連結
- 球員資訊和成績在MLB，ESPN，Baseball-Reference，Fangraphs（英文）
- 迪馮·懷特在台灣棒球維基館上的頁面（繁體中文）